# Conferma papale
Con la locuzione conferma papale si designa l'idea che si fece spazio a partire dall'età carolingia, secondo cui l'elezione dell'imperatore era pienamente legittima e valida se e solo se approvata ufficialmente dal pontefice o da un suo rappresentante tramite l'unzione e la benedizione del candidato.